# آلیز هنریش
آلیز سابیمار هنریش اوکاندو (زاده ۱۹ اکتبر ۱۹۹۱) مدل ونزوئلایی، فعال محیط زیست، مدافع امور بشردوستانه و ملکه زیبایی است. او نماینده ایالت فالکون در مسابقه دوشیزه ونزوئلا ۲۰۱۲ بود و در آنجا تاج قهرمانی را به دست آورد. در ۷ دسامبر ۲۰۱۳، هنریش در فیلیپین به عنوان دوشیزه زمین تاج‌گذاری شد.
او دومین برنده ونزوئلایی این عنوان پس از الکساندرا براون است و همچنین نخستین برنده دوشیزه زمین از میان شرکت‌کنندگان دوشیزه ونزوئلا تحت هدایت اوسمل سوسا محسوب می‌شود. آلیز پیش‌تر ریاست سازمان دوشیزه زمین ونزوئلا را نیز بر عهده داشت.
قهرمانی او در مسابقه دوشیزه زمین، ونزوئلا را به نخستین کشوری تبدیل کرد که موفق شده در تمامی چهار مسابقه بزرگ زیبایی بین‌المللی چندین بار قهرمان شود.

## زندگی

### اوایل زندگی و شروع پیشه
آلیز هنریش در پانتو فیجو، شهری در دریای کارائیب در غرب ونزوئلا، به دنیا آمد. او فعالیت خود در دنیای مدلینگ را با شرکت در کارناوال تو یه برندی در ایالت فالکون و نمایشگاه خربزه در زادگاهش، شبه‌جزیره پاراگوانا، آغاز کرد.
هنگامی که ۱۶ ساله بود، به ایتالیا رفت تا حرفه مدلینگ خود را دنبال کند. پس از بازگشت به ونزوئلا، در ماراکایبو اقامت گزید. آلیز دارای مدرک ارتباطات اجتماعی از دانشگاه رافائل بلوسو چاسین است. او به زبان‌های اسپانیایی، ایتالیایی و انگلیسی مسلط است.

### دوشیزه ونزوئلا ۲۰۱۲
هنریش در مسابقه دوشیزه ونزوئلا ۲۰۱۲، به نمایندگی از ایالت فالکون شرکت کرد و در میان ۲۳ نامزد دیگر از سراسر کشور رقابت نمود.
او موفق شد عنوان دوشیزه زمین ونزوئلا را کسب کند و به این ترتیب، به نماینده ونزوئلا در مسابقه دوشیزه زمین ۲۰۱۳ تبدیل شد. هنریش همچنین نخستین نماینده ایالت فالکون بود که به مرحله نهایی دوشیزه ونزوئلا راه یافت و نمایندگی بین‌المللی دریافت کرد.
در شب فینال، او جایزه دوشیزه انتگرال را نیز دریافت کرد.

### دوشیزه زمین ۲۰۱۳
ما مردم نیز مسئول تخریب طبیعت اطراف خود هستیم. باید آگاه باشیم و مراقب زمین مادری خود باشیم. زمین را نجات دهید.

-آلیز هنریش، وقتی در مورد سهم اکوتوریسم در رابطه با حفاظت از محیط زیست در طول مصاحبه پرسش و پاسخ دوشیزه زمین ۲۰۱۳ سؤال شد،
به‌عنوان دوشیزه زمین ونزوئلا، او در دوشیزه زمین ۲۰۱۳ که فینال آن در ۷ دسامبر ۲۰۱۳ در کاخ ورسای مانیل، فیلیپین برگزار شد، رقابت کرد. او در میان ۸۸ نامزد از کشورهای مختلف شرکت داشت و در نهایت، عنوان دوشیزه زمین را به دست آورد.
طبق وب‌سایت دوشیزه زمین، آلیز برای حمایت از محیط زیست ونزوئلا، از برنامه پاکسازی زباله در مجمع‌الجزایر روس روکوئز حمایت کرد تا آب‌های این منطقه تمیز بماند، فعالیتی که از ۱۲ سالگی در آن مشارکت داشت.
هنریش یکی از موفق‌ترین نمایندگان ونزوئلا در برنامه دوشیزه زمین بود، زیرا پیش از شب پایانی، جوایز متعددی را از سوی حامیان مالی و سازمان مسابقه دریافت کرد. علاوه بر کسب عنوان اصلی، او نخستین برنده اجرای دوشیزه زمین بود که جایزه بهترین لباس شب را نیز دریافت کرد.

## کنفرانس جوانان سازمان ملل متحد برای محیط زیست و تنوع زیستی
آلیز هنریش مهمان ویژه کنفرانس جوانان سازمان ملل متحد برای محیط زیست و تنوع زیستی بود که از ۷ تا ۱۱ مارس در غردقه، مصر برگزار شد.
در ۷ مارس، او در مراسم افتتاحیه کنفرانس سخنرانی کرد. همچنین در دانشگاه هومبولت برلین در ال‌گونا مجری جشنواره دهکده جهانی با کودکان بود و با نمایندگان، حامیان مالی و مطبوعات بین‌المللی دربارهٔ موضوعاتی همچون محیط زیست، فرهنگ، زیست دریایی و تجربیاتش به عنوان دوشیزه زمین گفتگو کرد.
در ۱۰ مارس، او همراه با ودافون و هه پیسا کارگاهی را برای کودکان در زمینه بازیافت زباله و مدیریت پسماند در جزیره حفاظت‌شده ابو مونکار در دریای سرخ برگزار کرد.